# Hydraena emarginata
Hydraena emarginata är en skalbaggsart som beskrevs av Claudius Rey 1855. Hydraena emarginata ingår i släktet Hydraena och familjen vattenbrynsbaggar. Inga underarter finns listade i Catalogue of Life.